# Ursula Seidl
Ursula Seidl (verheiratete Ursula Calmeyer-Seidl; * 11. September 1939 in Saarbrücken) ist eine deutsche Vorderasiatische Archäologin.
Nach dem Abitur in Saarbrücken studierte Ursula Seidl zunächst im Sommersemester 1957 an der Universität des Saarlandes Alte Geschichte und Vorgeschichte, im Wintersemester 1957/58 an der Universität München Klassische Archäologie, Ägyptologie und Hethitologie. Seit dem Sommersemester 1958 studierte sie an der Freien Universität Berlin Vorderasiatische Archäologie, Klassische Archäologie und Altorientalische Philologie. 1963/64 studierte sie in Paris. Sie wurde 1966 in Berlin bei Anton Moortgat mit der Dissertation „Die babylonischen Kudurru-Reliefs“ promoviert. 1967/68 erhielt sie ein Reisestipendium des Deutschen Archäologischen Instituts.
Zunächst war sie als wissenschaftliche Mitarbeiterin von Ernst Heinrich tätig, dann mit der Aufarbeitung von Kleinfunden aus den deutschen Grabungen in Ḫattuša beschäftigt. Insbesondere beschäftigte sie sich mit Bronzearbeiten aus Urartu und Assyrien.
Sie war mit dem Vorderasiatischen Archäologen Peter Calmeyer (1930–1995) verheiratet.

## Veröffentlichungen (Auswahl)
- Die babylonischen Kudurru-Reliefs, in: Baghdader Mitteilungen 4, 1968, S. 7–220
  - Erweitert: Die babylonischen Kudurru-Reliefs. Symbole mesopotamischer Gottheiten, Freiburg, Schweiz, Universitäts-Verlag 1989. ISBN 3-525-53717-4; ISBN 3-7278-0603-6 Google Books
- Gefäßmarken von Boǧazköy, Berlin, Mann 1972. ISBN 3-7861-2190-7
- Die Elamischen Felsreliefs von Kūrāngūn und Naqš-e Rustam. Berlin, Reimer 1986. ISBN 3-496-00789-3
- Bronzekunst Urartus, Mainz, von Zabern 2004. ISBN 3-8053-3265-3